# Bracketing

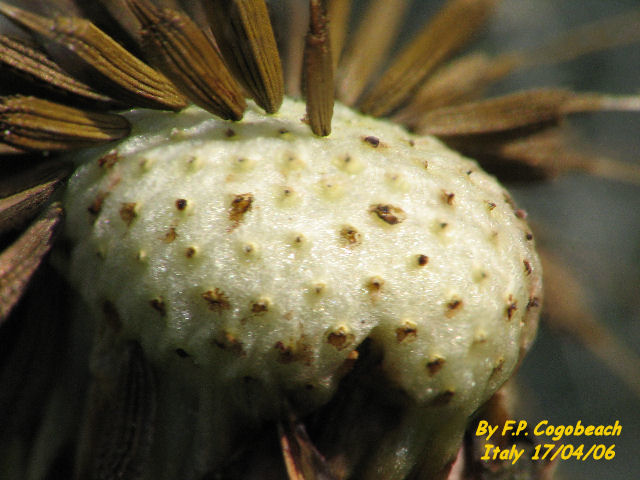
Infruttescenza Tarassaco. Combinazione di immagini ottenute tramite bracketing del fuoco.

In fotografia, il bracketing (dall'inglese to bracket, "raggruppare"), è una tecnica di ripresa che consiste nel riprendere più immagini fotografiche dello stesso soggetto usando diverse impostazioni, "maggiori e inferiori oltre a quella normale"; solitamente una diversa esposizione ("esposizione a forcella").
L'esposizione a forcella risulta utile, spesso raccomandata, in situazioni in cui è difficile ottenere una fotografia corretta con un singolo scatto, specialmente quando una piccola variazione nei parametri di esposizione ha un grande effetto nell'immagine risultante.

## Tecniche di bracketing e utilizzo dei risultati
Se usato senza altre precisazioni, il termine bracketing si riferisce al termine italiano "esposizione a forcella" che consiste in variazioni d'esposizione della foto: il fotografo sceglie di scattare più d'una immagine con esposizioni differenti: "normali", più luminose, più scure, per poter poi valutare lo scatto migliore o servirsi in seguito di tecniche di fusione semplice o tramite HDR.
Molte fotocamere professionali o semi-professionali, comprese le fotocamere digitali, possono scattare automaticamente una serie di immagini con differenti esposizioni ("esposizione automatica a forcella") le cui distanze di stop sono comunque impostate dal fotografo.
Sarà opportuno, in fase di stampa in laboratori che utilizzano automazioni, esplicitare allo stampatore la propria intenzione, cosicché questi non produca immagini identiche, che il minilab può avere corretto automaticamente considerandole semplicemente errori di sovra o sotto esposizione e non una scelta deliberata dell'autore.
Oltre a quello relativo all'esposizione, ci sono altri tipi di bracketing. 
- Il bracketing del fuoco può essere utile per esempio in situazioni con profondità di campo limitata, come una macrofotografia. Con questo tipo di bracketing si può avere una serie di fotografie con diverso piano focale per poi scegliere la foto che ha il fuoco migliore o più interessante. Oppure si può combinare la serie in camera oscura digitale (tramite un software di fotoritocco), per aumentare la profondità di campo, sia con sovrapposizioni e tagli manuali, sia con software che eseguono questi compiti automaticamente.
- Il bracketing sul bilanciamento del bianco, che si può trovare unicamente nella fotografia digitale, permette di avere più foto dello stesso soggetto con punti del bianco differenti, per poter scegliere quella con i colori più realistici.
- Il bracketing del flash è un modo di operare con i flash (lampeggiatori) elettronici. Vengono scattate varie foto con una potenza del flash variabile di intensità da scatto a scatto.